# Presa de Senterada
La presa de Senterada és un assut de captació d'aigües ubicat al riu Flamisell per abastir aigua per a la Central Hidràulica de la Pobla de Segur. La presa està situada al terme municipal de Senterada, al Pallars Jussà, dins del territori del poble de Senterada. La seva altitud és de 711 metres, i és a menys d'un quilòmetre al sud de Senterada, a tocar de la carretera N-260.
La presa de Senterada, construïda durant els anys 1919 i 1920, forma part del conjunt de la Central Hidràulica de la Pobla de Segur, i fou el primer projecte hidroelèctric de la Sociedad Productora de Fuerzas Motrices. Actualment la concessió d'ús d'aquest tram del Flamisell és a nom d'Hidrodata.
La funció de la presa és alimentar el canal de derivació amb aigua en condicions de ser turbinada per a la Central Hidràulica de la Pobla de Segur. Això s'assoleix mitjançant un procés en el que l'aigua passa a través d'unes comportes amb unes reixes que impedeixen l'entrada d'elements flotants, per seguidament conduir-la a un depòsit regulador de 1.200 metres cúbics on les graves i sorres en suspensió precipiten. A partir d'aquest dipòsit l'aigua cau per decantació a l'inici del canal de derivació soterrat de 8.660 metres de longitud que porta l'aigua a la cambra de càrrega de la central de la Pobla de Segur. En el seu recorregut es van excavar dotze túnels, el més llarg dels quals té 300 metres. El canal està cobert en aquelles parts que va en trinxera, i el pas sobre els barrancs es fa mitjançant aqüeductes com és el cas del Pont del Canal en el Barranc de Sant Joan.
La capacitat d'embassament és de 0,12 hectòmetres cúbics; la presa està formada per un mur transversal al riu que té 26,5 metres de longitud i una alçada sobre la llera del riu de 3,7 metres. La captació d'aigua es du a terme mitjançant 3 comportes de 3 metres d'ample, protegides per un reixat per impedir l'entrada d'elements flotants.
Per evitar erosions en el terreny provocats per l'aigua que cau pel sobreeixidor, a la base de la presa s'hi van col·locar prismes de cement amb la missió de dissipar l'energia de l'aigua provocant un augment de la turbulència.
La presa de Senterada és un exemple en funcionament dels sistemes de captació d'aigua pel proveïment d'aigua de les centrals hidràuliques amb poc cabal i gran alçada, els denominats salts hidroelèctrics.